# Modèle de Lewis (économie)
Ne doit pas être confondu avec le modèle atomique de Lewis.
Le modèle de Lewis (ou modèle d'économie duale) est un modèle économique qui explique la croissance du secteur industriel par le biais d'interactions avec le secteur agricole. Il s'agit d'un modèle de croissance exogène. Il porte le nom d'Arthur Lewis, qui l'a publié en 1954.

## Histoire
Le modèle de Lewis a été proposé par Arthur Lewis, en 1954, dans un article académique intitulé « Economic Development with Unlimited Supplies of Labor ».

## Concept

### Fondements théoriques
Le modèle de Lewis de l'économie duale est un modèle explicatif de la croissance économique et de l'évolution du marché du travail. Le fondement de ce modèle est la loi d'Engel : empiriquement, plus le niveau de revenu d'un ménage augmente, plus la part de la consommation affectée à la nourriture diminue, et plus la part accordée aux biens industriels et aux services augmente. Le corollaire de cette loi, fait remarquer Charles Kindleberger, est que l'évolution des postes de consommation des ménages contraint le système économique à affecter plus de ressources aux secteurs manufacturiers et aux services.
Lorsque la productivité croît dans l'économie, notamment au sein du secteur agricole, le secteur en question a besoin de moins travailleurs que par le passé. Le facteur travail (les travailleurs) devient disponible pour aller travailler dans d'autres secteurs économiques. Le modèle de Lewis se base sur l'analyse des causes de ce transfert de travailleurs d'un secteur (agricole) à l'autre (manufacturier).

### Modèle
Le modèle de Lewis se fonde sur plusieurs postulats. Le premier est que la société dont il est question dispose de deux secteurs économiques, un traditionnel — agriculture de subsistance, artisanat — et l'autre capitaliste, urbain et industrialisé. Pour différentes raisons, les richesses distribuées dans le secteur traditionnel sont plus faibles, ce qui permet un exode rural bénéficiant au secteur industriel. Le deuxième postulat est qu'il existe une élasticité de l'offre de travail au salaire à court terme : l'évolution des salaires provoque l'exode de travailleurs vers l'autre secteur, où ils peuvent espérer obtenir plus que le salaire de subsistance.
Le modèle n'explique pas l'origine de la croissance dans le secteur industriel. Il s'agit donc d'un modèle de croissance exogène. Une innovation, un progrès technique, ou un choc de demande positif, stimule le secteur industriel ; cela provoque une augmentation de l'efficacité marginale du capital dans ce secteur, rendant possible une croissance de la production. S'il y a des travailleurs au chômage, ou sous-employés, dans le secteur agricole, ils sont incités à venir à la ville pour travailler dans le secteur qui croît.
Dans une telle situation, la production augmente, mais les salaires augmentent peu ou pas. Les profits augmentent, et donc l'épargne (la capacité d'investissement) du secteur industriel augmente. Le secteur réinvestit les profits, ce qui augmente l'efficacité marginale du capital. De ce fait, les travailleurs continuent d'affluer tandis que les salaires restent constants. Ce cercle vertueux pour le secteur industriel se brise lorsque le facteur travail vient à manquer ; dans ce cas, une augmentation de l'efficacité marginale du travail mène non pas à une augmentation de la production, mais à une augmentation des salaires. Les profits diminuent, et l'investissement avec. 

## Vérification empirique

### Explication de l'industrialisation belge
Joel Mokyr a utilisé une variante du modèle de Lewis pour expliquer pourquoi la Belgique s'est industrialisée au XIXe siècle, et non les Pays-Bas. Selon lui, le facteur travail était peu cher en Belgique, ce qui a permis au secteur industriel de se fournir à grande échelle et à bas prix. 

### Explication des Trente Glorieuses
Dans un de ses ouvrages phares, Europe's Postwar Growth: The Role of the Labor Supply (1968), Charles Kindleberger soutient que les Trente Glorieuses ont pu avoir lieu grâce à cette masse de travailleurs inutilisés. 

## Postérité

### Loi de l'économie
Charles Kindleberger aborde ce modèle dans son livre Economic Laws and Economic History, où il passe en revue les principales « lois » et grands modèles de la science économique.

### Économies en développement
Aujourd'hui, le terme s'applique aussi par extension aux économies en développement où le secteur formel n'arrive pas à créer d'emplois liés aux échanges économiques en nombre suffisant, ce qui maintient ou cause la naissance d'un ample secteur informel.
Le modèle est aussi utilisé pour parler des États-Unis, première puissance économique mondiale mais en proie à de très fortes inégalités.

## Critiques et débats

### Explications alternatives de l'industrialisation britannique
Sidney Pollard s'est opposé à l'explication par le modèle de Lewis du take off britannique durant la Révolution industrielle. Selon lui, la main d’œuvre industrielle est venue de la croissance démographique, et non pas tant des chômeurs du secteur agricole.

### Hétérogénéité du marché du travail
Charles Kindleberger critique lui-même le modèle, en rappelant que le modèle postule l'existence d'un marché du travail. Or, il existe plusieurs marchés du travail, pour des métiers divers, qui paient de manière différente. Ainsi, rappelle-t-il, les travailleurs irlandais en Angleterre avaient pendant l'industrialisation des emplois complémentaires, et non concurrents, de ceux des autochtones.

### Faille explicative de la croissance
Kindleberger remarque également que si le modèle explique comment il produit de la croissance une fois cette dernière lancée, il n'explique pas l'origine même de la croissance.